# David Gunnarsson
David Peter Villiam Gunnarsson (* 18. května 1976 Vrigstad, Švédsko) je švédský umělec, který se specializuje na design masek hokejových brankářů. K malování používá tzv. airbrush.

## Kariéra
David se narodil na farmě v jižním Švédsku, ve městě Vrigstad. Během dětství si stále kreslil, až si nakonec v 16 letech založil vlastní firmu DaveArt. Už tehdy používal airbrush a také chtěl zdobit brankářské masky. Po skončení školy měl tolik zakázek, že se mohl stát umělcem na plný úvazek. Od roku 1996 pracoval pro lokální hokejový tým HV71, pak pro další švédská mužstva a díky Johanu Hedbergovi, jehož maska s losem se stala roku 2001 pověstnou, začal dostávat zakázky od NHL. Mezi jeho další zákazníky patří například Peter Budaj, Michal Neuvirth, Petr Mrázek, Ondřej Pavelec, Braden Holtby nebo Henrik Lundqvist.
Vedle toho ilustroval například knihy populárního psychologa Alfa B. Svenssona Håll kärleken levande a Våga vara förälder.